# میلنچین
میلنچین (به لاتین: Milęcin) یک روستا در لهستان است که در گمینا بروینوو واقع شده‌است.